# Odontopyge ecarinata
Odontopyge ecarinata är en mångfotingart som beskrevs av Carl Oscar von Porat 1894. Odontopyge ecarinata ingår i släktet Odontopyge och familjen Odontopygidae. Inga underarter finns listade i Catalogue of Life.